# Ida Lupino

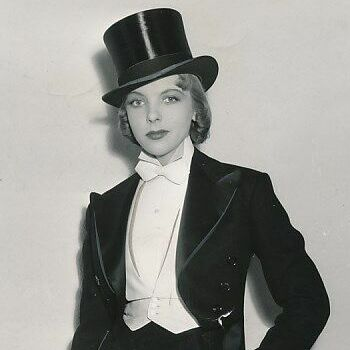
Ida Lupino, 1937.

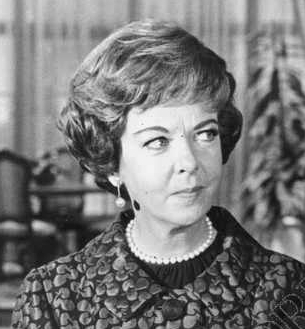
Ida Lupino i TV-serien It Takes a Thief, 1968.

Ida Lupino, född 4 februari 1918 i London, Storbritannien, död 3 augusti 1995 i Los Angeles, Kalifornien, var en brittisk-amerikansk skådespelare, regissör, manusförfattare och producent, för såväl film- som TV-produktioner.

## Biografi
Ida Lupino tillhörde en släkt som varit verksam inom teatervärlden sedan 1600-talet. Hennes far var en populär brittisk revykomiker, Stanley Lupino, och hennes mor skådespelaren Connie Emerald. 
Ida Lupino gjorde filmdebut 1933 i Her First Affairs, under speciella omständigheter. Det var egentligen tänkt att hennes mor, Connie Emerald, skulle få huvudrollen som förförisk ung kvinna, men regissören tyckte hon var för gammal, och Lupino fick rollen istället. Hon medverkade i en rad brittiska filmer samma år. 1934 begav hon sig till Hollywood.
Ida Lupino fick sitt stora genombrott 1939 i Ljuset som försvann. Hon spelade ofta kallhamrade och litet vulgära kvinnor. Under större delen av 1940-talet var hon kontrakterad av filmbolaget Warner Bros. Där hamnade hon dock i onåd flera gånger då hon hårdnackat vägrade ta flera filmroller hon fann för svaga eller dåliga. Lupino själv betraktade sin Hollywood-karriär som ett misslyckande och brukade beskriva sig som "fattigmannens Bette Davis".
Under tidigt 1950-tal började Ida Lupino, tämligen framgångsrikt, regissera och producera för såväl film som TV. Hon sade i senare intervjuer att hon uppskattade arbetet bakom kameran mer än att skådespela.

## Eftermäle
Ida Lupino har två stjärnor på Hollywood Walk of Fame, en för film vid adress 6821 Hollywood Blvd. och en för television vid 1724 Vine Street.
Carla Bley hyllade Lupino med jazzlåten "Ida Lupino" 1964.

## Filmografi i urval
Not: Filmroller, om inget annat anges.
- 1933 – Her First Affairs
- 1934 – Fången på Dartmoor
- 1935 – Smart Girl
- 1937 – Fight For Your Lady
- 1939 – Den suveräne tjuven
- 1939 – Sherlock Holmes – professor Moriartys sista strid
- 1939 – Ljuset som försvann
- 1940 – De färdas om natten
- 1941 – Ljuset bortom dimman
- 1941 – Sierra
- 1941 – Skuggornas hus
- 1941 – Varg-Larsen
- 1942 – Stormdriven
- 1943 – Karriär på Broadway
- 1943 – Till nu och för evigt
- 1944 – I vår tid
- 1945 – Hur tokigt som helst
- 1946 – Hängivelse
- 1947 – Den djupa dalen
- 1948 – Jeftys bar
- 1949 – Man kallar det kärlek (manus, produktion, deltog även som regissör men ej angiven som sådan)
- 1949 – Döden i hälarna
- 1950 – Det gäller mitt liv
- 1950 – Outrage (regi)
- 1951 – Farlig mark (regi och roll)
- 1951 – Flickan är ett fynd (regi)
- 1953 – Bilrånaren (manus och regi)
- 1953 – Bitter kärlek (regi och roll)
- 1954 – Heta pengar (manus och roll)
- 1955 – Silkessnöret
- 1956 – Det femte offret
- 1972 – Junior Bonner